# Muhàmmad ibn al-Qàssim (general)
Muhàmmad ibn al-Qàssim ath-Thaqafí (àrab: مُحمَد بن القَاسِم الثَقفي, Muḥammad b. al-Qāsim aṯ-Ṯaqafī) (31 de desembre del 695 – 18 de juliol del 715) fou un militar àrab de la tribu dels thaqifs, conqueridor del Sind.
Era un dels favorits d'al-Hajjaj ibn Yússuf (que fins i tot va projectar casar-lo amb la seva germana Zàynab), qui li va confiar una expedició fins al Sind en una data incerta entre 708 i 711 (quan tenia només uns 29 anys). Dos generals àrabs havien intentat sense èxit castigar a Dahir, governant del Sind, en revenja perquè aquest no castigava els pirates que molestaven els vaixells musulmans (per incapacitat o per mala voluntat). Dahir (679-711) era fill de Chach, rei del Sind, un antic primer ministre braman dels reis heftalites que havia usurpat el tron el 643 i havia mort el 671.
Muhàmmad va preparar l'expedició acuradament. El grup principal del seu exèrcit va marxar al Sind per Iran i el desert de Makran i els reforços i materials foren enviats per mar. La primera població índia conquerida fou el port de Daybul (Debal) al delta de l'Indus on va fundar una colònia musulmana. La situació exacta de Daybul és incerta però estava al sud-est de Karachi i podria ser Manora o Kakar Bukera a uns 30 km al sud-oest de Thatta, o fins i tot aquesta mateix; després va seguir cap a Nerankot a la proximitat de la moderna Hyderabad, i després va conquerir la poderosa fortalesa de Sehwan; va retornar a Nerankot i va creuar l'Indus (el canal principal corria llavors a l'est de la ciutat) i es va enfrontar a l'exèrcit del raja Dahir que va morir a la lluita al fort de Rawar, mentre la seva família eren fets presoners pels àrabs. Els musulmans van arribar a la capital Alor el 712 i fou conquerida i d'allí van seguir cap a Multan que també va sotmetre. En general es considera que fou tolerant amb la religió hindú, però està documentada la destrucció de temples durant la conquesta.
Muhàmmad va governar Sind uns quatre anys. En aquest temps van morir el seu protector general al-Hajjaj ibn Yússuf (a Wasit el 714) i el califa al-Walid I ibn Abd-al-Malik (705–715) i va pujar al tron Sulayman ibn Abd-al-Malik (715–717). Segons una versió les filles de Dahir que havien estat enviades a l'harem del califa haurien acusat (falsament segons els historiadors àrabs) a Ibn Kasim d'haver violat la seva castedat i el califa va ordenar la mort del conqueridor d'una manera horrible. No obstant no fou l'únic servidor de l'anterior règim que va desaparèixer i potser simplement hauria estat cessat i cridat a la cort on hauria estat empresonat i torturat per treure-li les riqueses, morint de les tortures. La dinastia Chach del Sind va resistir un temps en part del país; el nou governador Habib ibn al-Muhàl·lab va ser destituït vers el 720 i el seu successor va morir només arribar, i Hullishah (Jai Shima), fill de Dahir, va recuperar Brahmanabad i finalment els membres de la dinastia foren perdonats i van rebre l'aman a canvi de la conversió a l'islam, però aviat es van revoltar i Hullishah va morir en mans d'al-Junayd ibn Abd-ar-Rahman al-Murrí (governador el 724).